# Chiara Brancati
Chiara Brancati, född 20 juli 1981 i Catania, är en italiensk vattenpolomålvakt som spelar för Orizzonte Catania. Hon ingick i Italiens damlandslag i vattenpolo vid olympiska sommarspelen 2008.
Brancati spelade en match i den olympiska vattenpoloturneringen 2008 i Peking där Italien kom på sjätte plats.
Brancati tog EM-silver år 2006 i Belgrad och ingick i laget som kom på femte plats i VM 2007 i Melbourne.